# Prača
Prača je ena najbolj razširjenih in najpreprostejših ročnih metalnih orožij.
Prače so uporabljali od kamene dobe do konca srednjega veka. Prača je sestavljena iz kosa vrvi, na sredini pa je (po navadi usnjat) del, ki je namenjen držanju izstrelka (po navadi kamna).
Delovanje prače je preprosto: en krak prače je ovit okoli enega prsta (po navadi kazalca), medtem ko drugega drži palec. Metalec tako ustvarjeno zanko čim hitreje vrti in jo v ustreznem trenutku izpusti, da odleti proti sovražniku.
V biblijski zgodbi junak David s pračo pokonča sovražnega Goljata.